# Island Telephone Company
Island Telephone Company Limited (IslandTel) était une entreprise offrant des services de télécommunications dans la province de l'Île-du-Prince-Édouard au Canada.
Elle a été exploitée de 1885 jusqu'en 1999, au moment de sa fusion avec Maritime Telephone and Telegraph Company, NBTel et NewTel Communications pour former Aliant.

## Histoire
L'histoire d'IslandTel remonte à The Telephone Company of Prince Edward Island qui a été fondée en 1885. Cette société faisait partie d'une douzaine d'entreprises privées indépendantes exerçant leurs activités dans des régions géographiques fixes de la province. Cette entreprise se concentrait surtout sur la région de Charlottetown.
En 1910, la Maritime Telephone and Telegraph Company d'Halifax (Nouvelle-Écosse) a posé un câble téléphonique sous-marin entre Wood Islands (Île-du-Prince-Édouard) et Pictou (Nouvelle-Écosse). Le câble est entré en service le 1er janvier 1911.
La Telephone Company of Prince Edward Island a subi de graves difficultés financières à la suite d'un incendie le 5 septembre 1911. Cet incendie a détruit un standard téléphonique nouvellement installé et a causé de graves dommages à son siège social à Charlottetown. 
Le 1er décembre 1911, Maritime Telephone and Telegraph Company a acquis une participation majoritaire dans la société, établissant ainsi un partenariat de communications téléphoniques avec la Nouvelle-Écosse qui dure encore aujourd'hui (voir les indicatifs régionaux 902 et 782).
Le 29 avril 1929, la société a été rebaptisée The Island Telephone Company Limited en vertu d'une loi adoptée par l'Assemblée législative de l'Île-du-Prince-Édouard.
The Island Telephone Company Limited s'est progressivement développée grâce à l'acquisition de concurrents plus petits. En 1932, il y avait 45 compagnies de téléphone privées sur l'Île-du-Prince-Édouard. Le 29 mai 1974, The Island Telephone Company Limited a acheté la dernière compagnie de téléphone indépendante de l'île, la South New Glasgow Rural Telephone Company.
Dans les années 1980, l'entreprise a pris le nom IslandTel. En 1998, elle a été rebaptisée Island Telecom Inc. afin de refléter la diversité croissante de ses secteurs d'activité.
En 1999, les actionnaires d'Island Telecom Inc. ont voté en faveur de la fusion de la compagnie avec les autres sociétés de l'Alliance Stentor situées dans le Canada atlantique (Maritime Telephone and Telegraph Company, NBTel et NewTel Communications) pour former Aliant Telecom inc.. Aliant Telecom inc. a par la suite été renommée Bell Aliant.